# Municipio de Williams (condado de Stone)
El municipio de Williams (en inglés: Williams Township) es un municipio ubicado en el condado de Stone en el estado estadounidense de Misuri. En el año 2010 tenía una población de 1207 habitantes y una densidad poblacional de 13,26 personas por km².

## Geografía
El municipio de Williams se encuentra ubicado en las coordenadas 36°32′47″N 93°31′54″O / 36.54639, -93.53167. Según la Oficina del Censo de los Estados Unidos, el municipio tiene una superficie total de 90.99 km², de la cual 80,36 km² corresponden a tierra firme y (11,69 %) 10,63 km² es agua.

## Demografía
Según el censo de 2010, había 1207 personas residiendo en el municipio de Williams. La densidad de población era de 13,26 hab./km². De los 1207 habitantes, el municipio de Williams estaba compuesto por el 98,09 % blancos, el 0,41 % eran afroamericanos, el 0,25 % eran amerindios, el 0,17 % eran de otras razas y el 1,08 % eran de una mezcla de razas. Del total de la población el 0,66 % eran hispanos o latinos de cualquier raza.